# (7047) Lundström
(7047) Lundström est un astéroïde de la ceinture principale.

## Description
(7047) Lundström est un astéroïde de la ceinture principale. Il fut découvert le 2 septembre 1978 à La Silla par Claes-Ingvar Lagerkvist. Il présente une orbite caractérisée par un demi-grand axe de 2,37 UA, une excentricité de 0,22 et une inclinaison de 23,1° par rapport à l'écliptique.

## Compléments